# Regina King
Regina King est une actrice, réalisatrice et productrice américaine, née le 15 janvier 1971 à Los Angeles.

## Biographie

### Jeunesse
Regina Rene King est née 15 janvier 1971 à Los Angeles, en Californie, elle est la fille de Gloria, une professeure pour enfant à besoins particuliers, et de Thomas King, un électricien.

### Famille
Elle est la sœur aînée de l'actrice Reina King (de). « Regina » et « Reina » signifient « reine » en latin et en espagnol, respectivement. Ses parents divorcent en 1979. Regina et sa sœur vivent avec leur mère qui s'installe dans le quartier des View Park-Windsor Hills de Los Angeles. Grâce à sa mère elle suit des cours de claquettes, de patinage artistique et de théâtre.

### Professionnelle
Après ses études secondaires à la Westchester Enriched Sciences Magnets (en) (connue jusqu'en 2011 sous le nom de la Westchester High School) de Los Angeles, Regina King est admise à l'université du Sud de la Californie,.

### Débuts précoces et seconds rôles
Regina King commence sa carrière d'actrice à l'âge de 14 ans, en jouant le rôle de Brenda Jenkins dans la sitcom 227 (TV series) (en), aux côtés de Marla Gibbs, un rôle qu'elle tient jusqu'en 1990, soit durant cinq saisons,,.
Dans les années 1990, elle perce au cinéma, lancée par le cinéaste John Singleton qui la dirige à trois reprises : Boyz N the Hood (1991), Poetic Justice (1993) et Fièvre à Columbus University,,.
En 1995, elle est à l'affiche de la comédie indépendante à succès, Friday de F. Gary Gray où elle joue aux côtés d'Ice Cube et de Chris Tucker,.
En 1996, elle est sélectionnée pour jouer dans une grosse production : la comédie dramatique Jerry Maguire de Cameron Crowe, avec Tom Cruise, Renée Zellweger et Cuba Gooding, Jr., dont elle tient le rôle de son épouse Marcee Tidwell ,.
Ces deux films lui permettent de se faire connaître auprès du grand public,
Elle se distingue en 1998 dans le blockbuster Ennemi d'État, de Tony Scott, où elle joue cette fois l'épouse du héros incarné par Will Smith, puis en participant la production familiale Mon ami Joe, où elle donne la réplique à Charlize Theron.
Après une poignée de seconds rôles dans des films et téléfilms moins exposés, elle tente de revenir à la télévision qui lui permet d'être plus disponible pour l'éducation de son fils malgré les réserves de son agent artistique.
En 2002, elle joue dans la sitcom Leap of Faith (TV series) (en), aux côtés de Sarah Paulson et Lisa Edelstein,,. Mais le programme est arrêté au bout de quelques épisodes.
Elle reste donc au cinéma pour des seconds rôles dans des comédies telles que l'École paternelle, et La blonde contre-attaque,, deux productions commercialisées en 2003, qui connaissent un franc succès au box-office,.
Mais en 2004, c'est pour sa performance dramatique dans un biopic qu'elle se distingue, le film Ray oscarisé. Elle y incarne Margie Hendricks la maîtresse de Ray Charles, interprété par Jamie Foxx qui recevra l'Oscar du meilleur acteur pour son interprétation. Pour l'actrice, le rôle de Margie Hendricks lui permet d'obtenir ses premiers prix en étant la lauréate d'un BET Awards, catégorie " Meilleure actrice" avec Halle Berry, Kimberly Elise, Queen Latifah et Gabrielle Union, et en étant lauréate du NAACP Image Awards, catégorie "meilleure actrice dans second rôle de cinéma".

La même année, autre succès, lorsqu'elle est à l'affiche de la comédie pour adolescents Comme Cendrillon de Mark Rosman, où elle joue aux côtés de Hilary Duff, Jennifer Coolidge et Chad Michael Murray qui malgré une critique mitigée est bien accueillie par le public,,. 

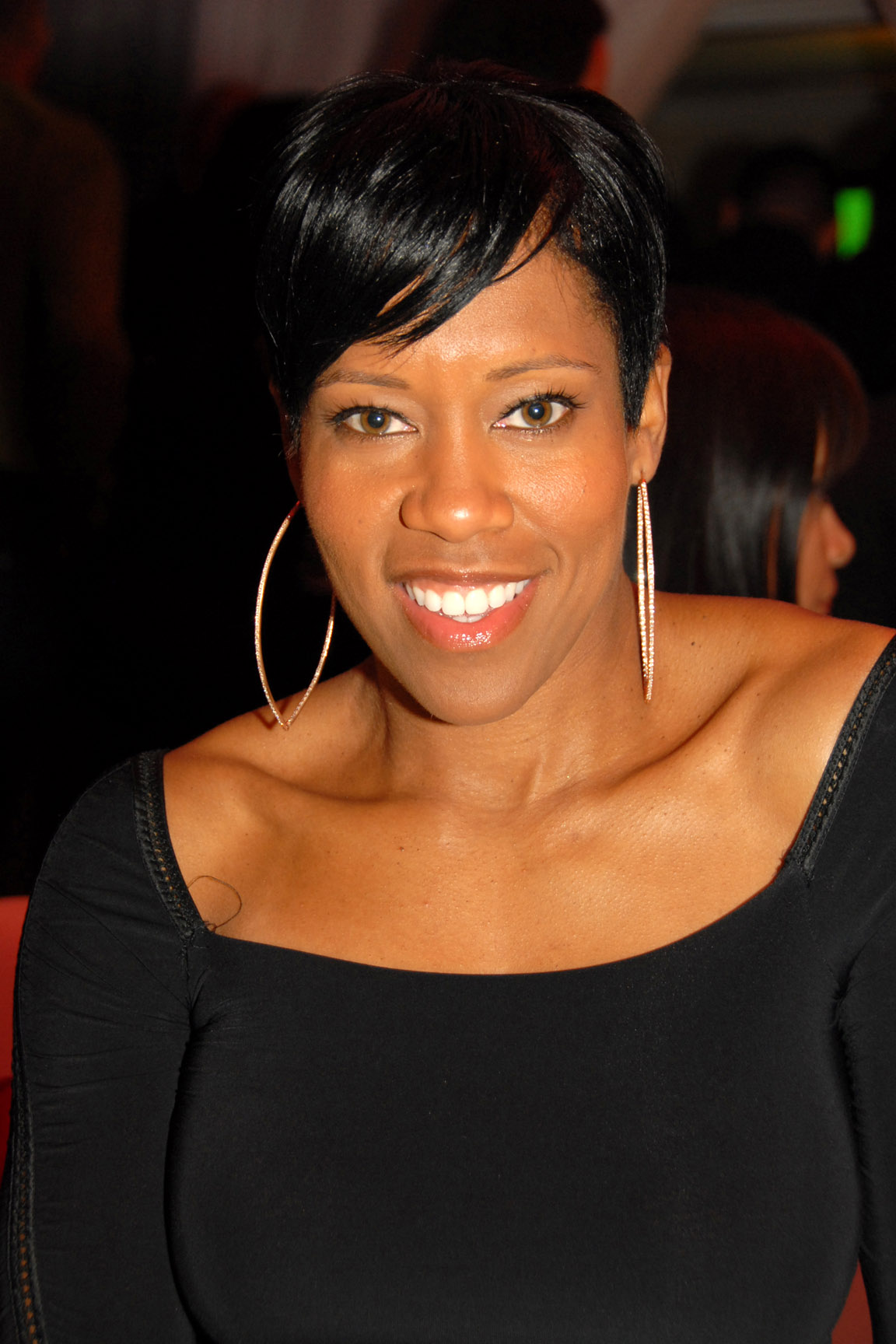
Regina King, à Los Angeles, en 2010.

En 2005, en dépit d'une mauvaise réception critique,, la comédie d'action Miss FBI : Divinement armée dans laquelle elle joue aux côtés de Sandra Bullock et de William Shatner est un succès au box-office,,.
En 2006, elle pratique le doublage pour le film d'animation Lucas, fourmi malgré lui et elle rejoint le pilote d'une série télévisée dramatique en développement, par le réseau américain ABC, mais qui n'est finalement pas retenu pour intégrer la grille des programmes.

### Reconnaissance critique
Regina King conforte sa carrière en jouant un rôle régulier dans la sixième saison de 24 Heures chrono (2007) pour le rôle récurrent de l'avocate Sandra Palmer, la sœur du président des États-Unis.
Puis en 2009, elle décroche le principal rôle féminin de la série policière Southland (2009-2013), où elle joue la Détective Lydia Adams durant cinq saisons,,.
Ce rôle lui apporte une première reconnaissance et lui permet d’entamer, en parallèle, une carrière de réalisatrice.
Désormais plus rare sur le grand écran, elle profite du succès de la série pour jouer dans la comédie romantique La Guerre des pères de Rick Famuyiwa aux côtés de Forest Whitaker,.
Elle enchaîne dès 2014 avec un rôle récurrent dans la quatrième saison de la série dramatique Shameless, puis dans la première saison de la série horrifique The Strain.

Elle finit par connaître un plus large succès, grâce à la série American Crime (2015-2017), qui lui permet de remporter en 2015 un Emmy Award catégorie Meilleure actrice dans un second rôle dans une mini-série ou un téléfilm pour son interprétation du rôle d'Aliyah Shadeed (dans la première saison) et en 2016 elle remporte à nouveau le même prix pour son interprétation du rôle de Terri Lacroix (dans la deuxième saison). 

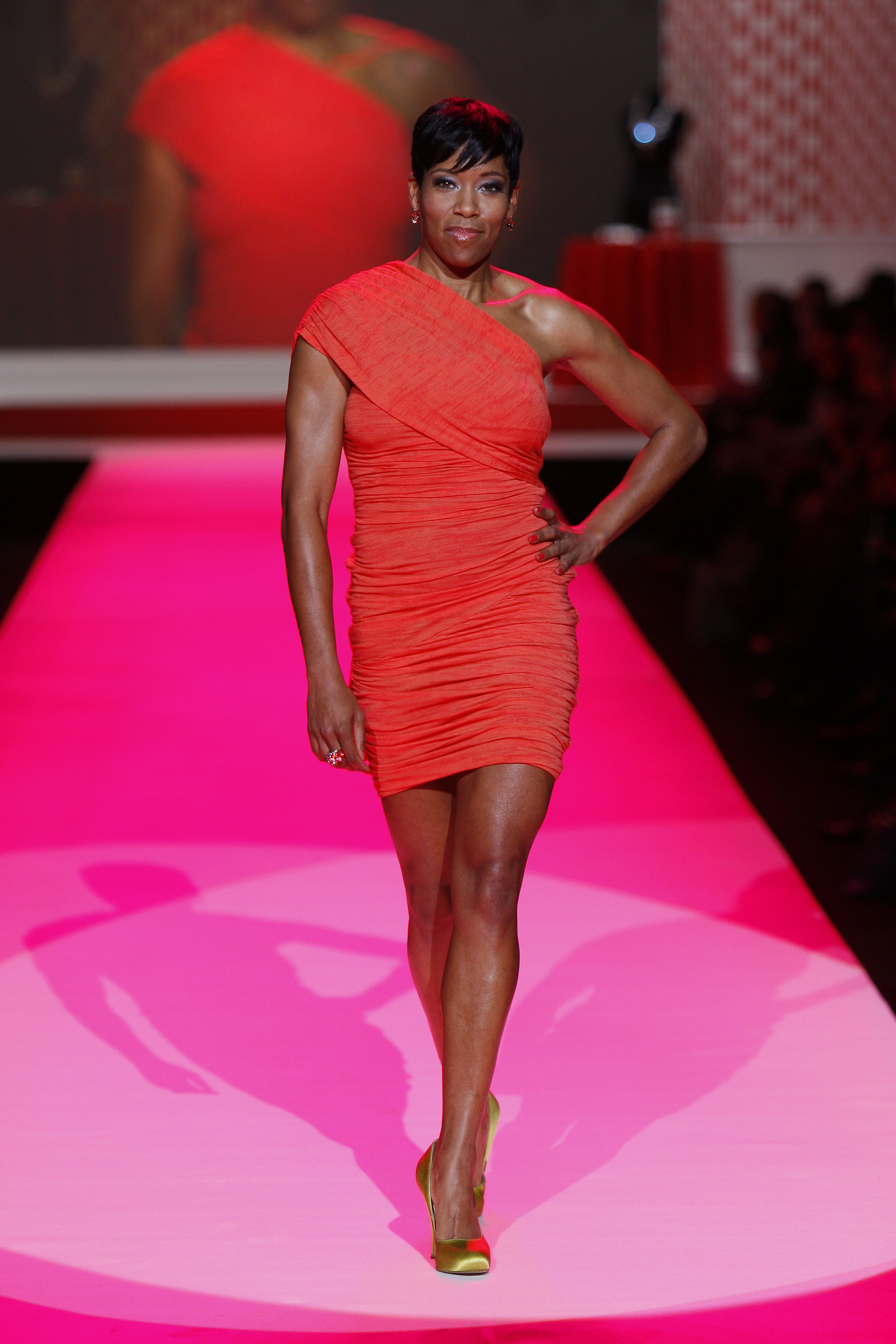
Regina King en Tracy Reese, pour le défilé The Heart Truth's Red Dress Collection de 2010.

Elle rejoint ensuite la seconde saison de la série dramatique The Leftovers.

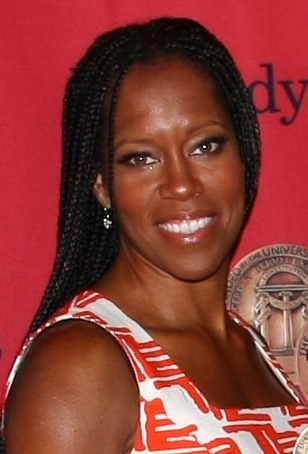
Aux Peabody Awards 2013.

Entre 2015 et 2018, elle est la réalisatrice d'épisodes de séries populaires comme This Is Us, Scandal, Shameless, Good Doctor et d'autres.
En 2018, elle confirme cette percée en étant l'une des vedettes de la mini-série Seven Seconds, qui lui vaut son troisième Emmy Awards dans la catégorie Meilleure actrice dans une mini-série ou un téléfilm pour l'interprétation du rôle de Latrice Butler.

L'année suivante, elle remporte tous les suffrages en jouant dans le drame Si Beale Street pouvait parler qui lui vaut un Golden Globe dans la catégorie "meilleure actrice dans un second rôle dans un film" ainsi que l'Oscar de la meilleure actrice dans un second rôle. Dans cette production, consacrée à l'Amérique noire et au racisme, elle incarne une mère de famille qui défend le petit ami de sa fille accusé, à tort, d'un viol. Au moment de la remise de son prix, elle livre un discours applaudi par l'assemblée et s'engage à faire avancer l'égalité entre les hommes et les femmes à Hollywood, : 

« Sur les deux prochaines années, je fais le serment, et ça va être difficile, de m'assurer que toute œuvre que je produis compte 50 % de femmes. »

Toujours en 2019, lors de la 50e cérémonie des NAACP Image Awards, elle est en lice pour trois prix : celui de la meilleure actrice dans un second rôle pour Si Beale Street pouvait parler, celui de la meilleure actrice dans une mini-série pour Seven Seconds, et enfin, pour le prix spécial, Entertainer of the Year, face à Beyoncé, Chadwick Boseman, LeBron James et Ryan Coogler. Et c'est son interprétation dans Seven Seconds qui l'emporte et lui permet de repartir avec un prix. Elle s'incline face à Danai Gurira pour celui de la meilleure actrice dans un second rôle et face à Beyoncé pour l'Entertainer of the Year.
Forte d'une nouvelle popularité, en 2019, elle joue le rôle d'Angela Abar dans la série télévisée Watchmen créée par Damon Lindelof d'après le roman graphique du même nom de l'éditeur DC Comics. Une performance qui lui vaut le Critics' Choice Television Award de la meilleure actrice dans une série télévisée dramatique.

### Vie personnelle
Elle épouse Ian Alexander, le 23 avril 1997, avec qui elle a un garçon né le 19 janvier 1996. Elle demande le divorce le 8 novembre 2006, citant de la violence physique, de la consommation de drogues, et des relations extra-conjugales. Son fils unique Ian Alexander Jr. se suicide à l'âge de 26 ans en janvier 2022.
Entre 2011 et 2013, elle fréquente l'acteur Malcolm-Jamal Warner. Ils se connaissent depuis les années 1980, lorsqu'ils participent encore enfants, à des populaires sitcoms familiales de la chaîne américaine NBC.

## Filmographie

### Actrice

#### Cinéma

##### Courts métrages
- 1998 : Rituals de Carol Mayes
- 2013 : Inside the Box de David Martin Porras : Stephanie Miles

##### Longs métrages
- 1991 : Boyz N the Hood de John Singleton : Shalika
- 1993 : Poetic Justice de John Singleton : Iesha
- 1995 : Fièvre à Columbus University (Higher Learning) de John Singleton : Monet
- 1995 : Friday de F. Gary Gray : Dana Jones
- 1996 : A Thin Line Between Love and Hate de Martin Lawrence : Mia Williams
- 1996 : Jerry Maguire de Cameron Crowe : Marcee Tidwell
- 1998 : Sans complexes (How Stella Got Her Groove Back) de Kevin Rodney Sullivan : Vanessa
- 1998 : Ennemi d'État (Enemy of the State) de Tony Scott : Carla Dean
- 1998 : Mon ami Joe (Mighty Joe Young) de Ron Underwood : Cecily Banks
- 1999 : Love and Action in Chicago (en) de Dwayne Johnson-Cochran : Lois Newton
- 2001 : Les Pieds sur terre (Down to Earth) de Chris Weitz et Paul Weitz : Sontee Jenkins
- 2002 : Final Breakdown de Jeffrey W. Byrd : Rayne
- 2003 : École paternelle (Daddy Day Care) de Steve Carr : Kim Hinton
- 2003 : La blonde contre-attaque (Legally Blonde 2: Red, White & Blonde) de Charles Herman-Wurmfeld : Grace Rossiter
- 2004 : Comme Cendrillon de Mark Rosman : Rhonda
- 2004 : Ray de Taylor Hackford : Margie Hendricks
- 2005 : Miss FBI : Divinement armée (Miss Congeniality 2: Armed & Fabulous) de John Pasquin : Sam Fuller
- 2007 : Year of the Dog de Mike White : Layla
- 2007 : This Christmas de Preston A. Whitmore II : Lisa Whitfield-Moore
- 2010 : La Guerre des pères de Rick Famuyiwa : Angela
- 2018 : Si Beale Street pouvait parler (If Beale Street Could Talk) de Barry Jenkins : Sharon Rivers
- 2021 : Flag Day de Sean Penn : U.S. Marshal Blake
- 2021 : The Harder They Fall de Jeymes Samuel : Trudy Smith
- 2024 : Shirley de John Ridley : Shirley Chisholm
- 2025 : Pris au piège - Caught Stealing (Caught Stealing) de Darren Aronofsky : Roman

#### Télévision

##### Séries télévisées
- 1985 : 227 : Brenda Jenkins (107 épisodes)
- 1994 : Bienvenue en Alaska : Mère nature (1 épisode)
- 1994 : New York Undercover : Marah (1 épisode)
- 1995 : Living Single : Zina (1 épisode)
- 2002 : Leap of Faith : Cynthia (6 épisodes)
- 2006 : Women in Law : ? (pilote non retenu par ABC[63])
- 2007 : 24 heures chrono : Sandra Palmer (saison 6, 9 épisodes)
- 2009-2013 : Southland : Det. Lydia Adams (43 épisodes)
- 2013-2019 : The Big Bang Theory : Mrs. Janine Davis (6 épisodes)
- 2014 : The Strain : Ruby Wain (3 épisodes)
- 2014 : Shameless : Officer Johnson (4 épisodes)
- 2015-2017 : American Crime : Aliyah Shadeed (saison 1, 9 épisodes) / Terri LaCroix (saison 2, 10 épisodes) / Kimara Walters (saison 3, 8 épisodes)
- 2015-2017 : The Leftovers : Erika Murphy (11 épisodes)[64]
- 2018 : Seven Seconds : Latrice Butler (mini-série, 10 épisodes)
- 2019 : Watchmen : Angela Abar (9 épisodes)

##### Téléfilms
- 1999 : Silence coupable (Where the Truth Lies) de Nelson McCormick : Lillian Rose-Martin
- 2000 : Sex Revelations (If These Walls Could Talk 2) de Anne Heche : Allie (segment "2000")
- 2002 : Le Prix de la santé de Harry Winer : Cheryl Griffith
- 2008 : Un combat pour la vie (Living Proof) de Dan Ireland : Ellie Jackson
- 2013 : Divorce: A Love Story de Pamela Fryman : Cassandra
- 2014 : Gabby Douglas: une médaille d'or à 16 ans de Gregg Champion : Natalie Hawkins

#### Doublage
- 2005 - 2014 : The Boondocks : Riley Freeman / Huey Freeman (série télévisée, 56 épisodes)
- 2006 : The Ant Bully : Kreela (mini-série, 1 épisode)
- 2006 : Lucas, fourmi malgré lui : Kreela (jeu vidéo)
- 2006 : Lucas, fourmi malgré lui de John A. Davis : Kreela (film)
- 2014 : Planes 2 de Roberts Gannaway : Dynamite (film)
- 2016 : The Snowy Day de Jamie Badminton et Rufus Blacklock : Maman (téléfilm)

### Réalisatrice
- 2013 : Southland (série télévisée), 1 épisode
- 2013 : Let the Church Say Amen (téléfilm)
- 2014 : Story of a Village (documentaire)
- 2015 : Being Mary Jane (série télévisée), 6 épisodes
- 2015-2016 : Scandal (série télévisée), 2 épisodes
- 2016 : The Catch (série télévisée), 1 épisode
- 2016 : Animal Kingdom (série télévisée), 1 épisode
- 2016 : Greenleaf (série télévisée), 1 épisode
- 2016 : Pitch (série télévisée), 1 épisode
- 2017 : This Is Us (série télévisée), 1 épisode
- 2017 : Shameless (série télévisée), 1 épisode
- 2018 : Good Doctor (série télévisée), 1 épisode
- 2018 : Insecure (série télévisée), 1 épisode
- 2018 : The Finest (série télévisée), pilote
- 2020 : One Night in Miami

### Productrice
- 2002 : Final Breakdown de Jeffrey W. Byrd (film)
- 2007 : Side by Side: The Story of the 50/50 Group of Sierra Leone de Dwayne Johnson-Cochran (documentaire)
- 2014 : Story of a Village de Dwayne Johnson-Cochran et elle-même (documentaire)
- 2018 : The Finest (pilote de série télévisée pour ABC)

## Distinctions

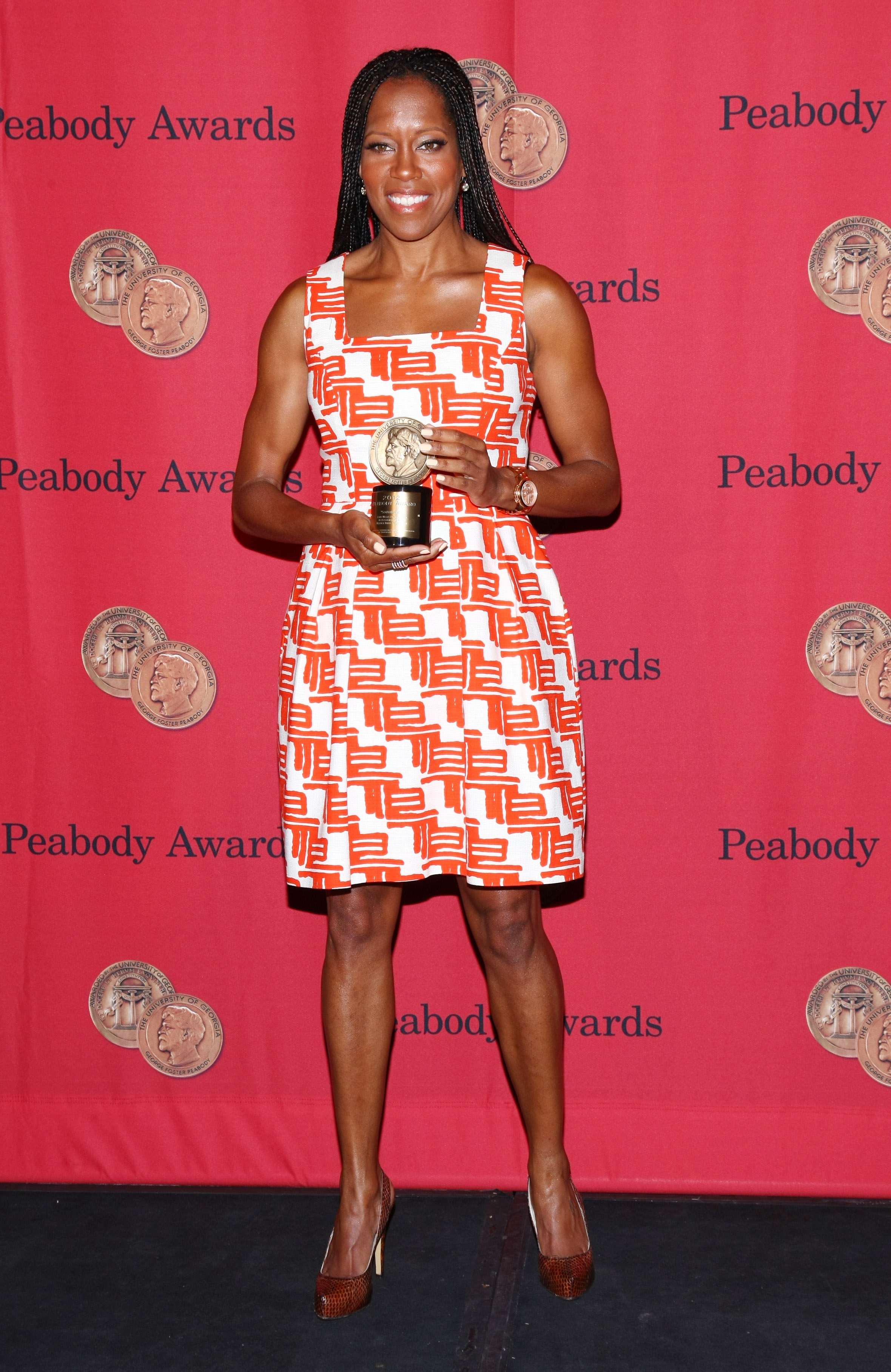
Lors de la 72e cérémonie des Peabody Awards, en 2013.

Note : Cette section récapitule les principales récompenses et nominations obtenues par Regina King. Pour une liste plus complète, se référer à la base de données IMDb.

### Récompenses
- 2005 :
  - BET Awards de la meilleure actrice dans une comédie romantique pour Comme Cendrillon, dans un drame biographique pour Ray et dans une comédie d'action pour Miss FBI - Divinement armée (Miss Congeniality 2: Armed & Fabulous).
  - NAACP Image Awards de la meilleure actrice dans un drame biographique pour Ray.
  - 10e cérémonie des Satellite Awards : Meilleure actrice dans un second rôle dans un drame biographique pour Ray.
- 2011 : NAACP Image Awards de la meilleure actrice dans une série télévisée dramatique pour Southland.
- 2012 : NAACP Image Awards de la meilleure actrice dans une série télévisée dramatique pour Southland.
- 2014 : 45e cérémonie des NAACP Image Awards : Meilleure réalisatrice dans une série télévisée dramatique pour Southland.
- 2015 : 67e cérémonie des Primetime Emmy Awards : Meilleure actrice dans un second rôle dans une mini-série ou un téléfilm pour American Crime.

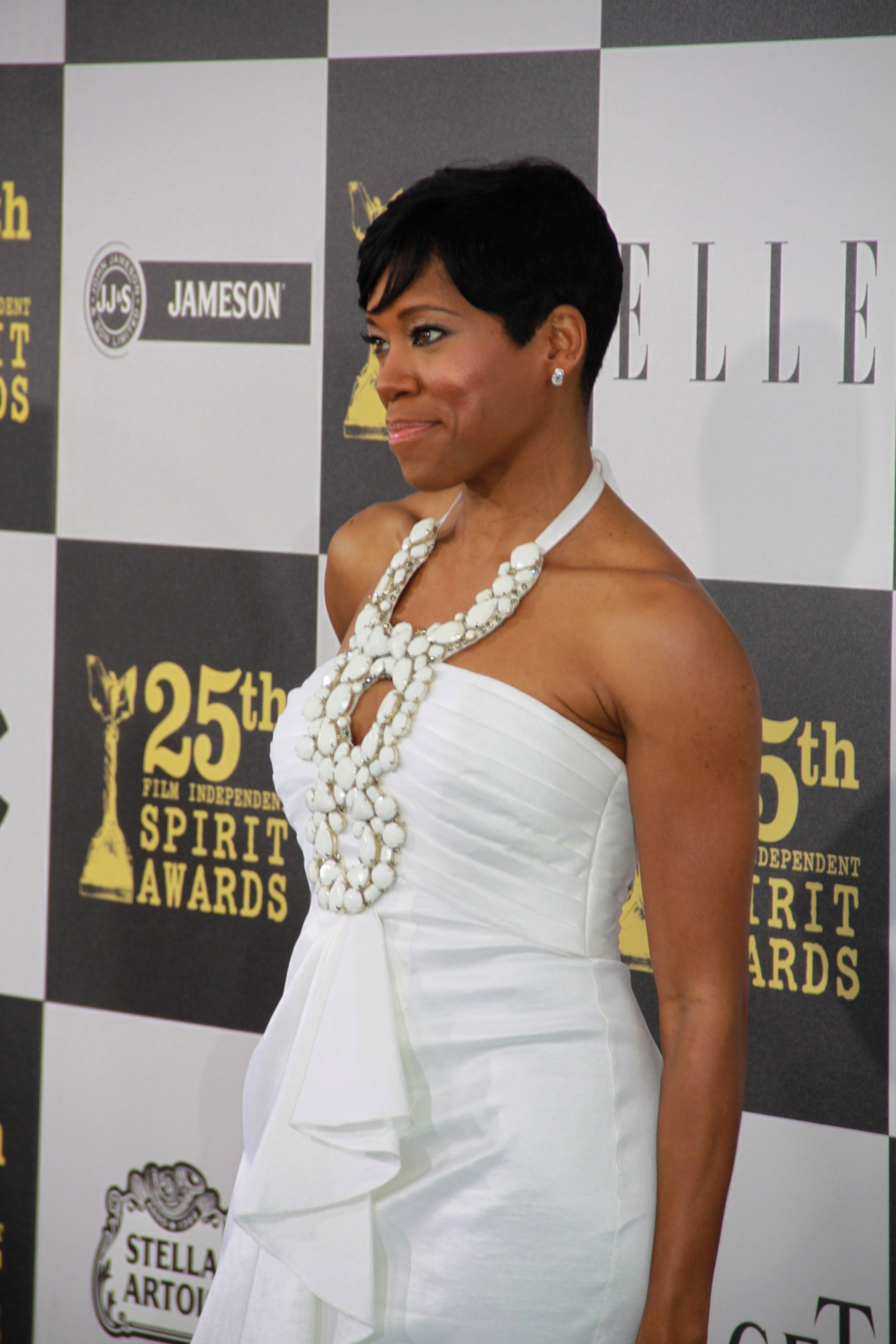
L'actrice aux Independent Spirit Awards 2010.

- 2016 :
  - Black Reel Awards de la meilleure actrice dans un second rôle dans une mini-série ou un téléfilm pour American Crime
  - 6e cérémonie des Critics' Choice Television Awards : Meilleure actrice dans un second rôle dans une série télévisée dramatique pour American Crime.
  - NAACP Image Awards de la meilleure actrice dans un second rôle dans une série télévisée dramatique pour American Crime.
  - 68e cérémonie des Primetime Emmy Awards : Meilleure actrice dans un second rôle dans une mini-série ou un téléfilm pour American Crime.
- 2017 :
  - Black Reel Awards de la meilleure actrice dans un second rôle dans une mini-série ou un téléfilm pour American Crime.
  - Black Reel Awards for Television de la meilleure actrice dans un second rôle dans une mini-série ou un téléfilm pour American Crime.
  - 48e cérémonie des NAACP Image Awards : Meilleure actrice dans une mini-série ou un téléfilm pour American Crime.
- 2018 :
  - African-American Film Critics Association meilleure actrice dans un second rôle dans un drame romantique pour Si Beale Street pouvait parler (If Beale Street Could Talk).
  - Black Film Critics Circle Awards de la m meilleure actrice dans un second rôle dans un drame romantique pour Si Beale Street pouvait parler (If Beale Street Could Talk).
  - Black Reel Awards for Television de la meilleure actrice dans une mini-série ou un téléfilm pour Seven Seconds.
  - Boston Online Film Critics Association Awards de la meilleure actrice dans un second rôle dans un drame romantique pour Si Beale Street pouvait parler (If Beale Street Could Talk).
  - Boston Society of Film Critics Awards de la meilleure actrice dans un second rôle dans un drame romantique pour Si Beale Street pouvait parler (If Beale Street Could Talk).
  - Dallas-Fort Worth Film Critics Association Awards de la meilleure actrice dans un second rôle dans un drame romantique pour Si Beale Street pouvait parler (If Beale Street Could Talk).
  - Detroit Film Critics Society Awards de la meilleure actrice dans un second rôle dans un drame romantique pour Si Beale Street pouvait parler (If Beale Street Could Talk).
  - Greater Western New York Film Critics Association Awards de la meilleure actrice dans un second rôle dans un drame romantique pour Si Beale Street pouvait parler (If Beale Street Could Talk).
  - Indiana Film Journalists Association Awards de la meilleure actrice dans un second rôle dans un drame romantique pour Si Beale Street pouvait parler (If Beale Street Could Talk).
  - Las Vegas Film Critics Society Awards de la meilleure actrice dans un second rôle dans un drame romantique pour Si Beale Street pouvait parler (If Beale Street Could Talk).
  - Los Angeles Film Critics Association Awards : Meilleure actrice dans un second rôle dans un drame romantique pour Si Beale Street pouvait parler (If Beale Street Could Talk).
  - Los Angeles Online Film Critics Society Awards de la meilleure actrice dans un second rôle dans un drame romantique pour Si Beale Street pouvait parler (If Beale Street Could Talk).
  - National Board of Review Awards : Meilleure actrice dans un second rôle dans un drame romantique pour Si Beale Street pouvait parler (If Beale Street Could Talk).
  - New York Film Critics Circle Awards de la meilleure actrice dans un second rôle dans un drame romantique pour Si Beale Street pouvait parler (If Beale Street Could Talk).
  - New York Film Critics Online Awards de la meilleure actrice dans un second rôle dans un drame romantique pour Si Beale Street pouvait parler (If Beale Street Could Talk).
  - Philadelphia Film Critics Circle Awards de la meilleure actrice dans un second rôle dans un drame romantique pour Si Beale Street pouvait parler (If Beale Street Could Talk).
  - Phoenix Critics Circle de la meilleure actrice dans un second rôle dans un drame romantique pour Si Beale Street pouvait parler (If Beale Street Could Talk).
  - 70e cérémonie des Primetime Emmy Awards : Meilleure actrice dans une mini-série ou un téléfilm pour Seven Seconds.
  - San Francisco Film Critics Circle Awards de la meilleure actrice dans un second rôle dans un drame romantique pour Si Beale Street pouvait parler (If Beale Street Could Talk).
  - Seattle Film Critics Association Awards de la meilleure actrice dans un second rôle dans un drame romantique pour Si Beale Street pouvait parler (If Beale Street Could Talk).
  - Southeastern Film Critics Association Awards de la meilleure actrice dans un second rôle dans un drame romantique pour Si Beale Street pouvait parler (If Beale Street Could Talk).
  - St. Louis Film Critics Association Awards de la meilleure actrice dans un second rôle dans un drame romantique pour Si Beale Street pouvait parler (If Beale Street Could Talk).
  - Toronto Film Critics Association Awards de la meilleure actrice dans un second rôle dans un drame romantique pour Si Beale Street pouvait parler (If Beale Street Could Talk).
  - Washington DC Area Film Critics Association Awards de la meilleure actrice dans un second rôle dans un drame romantique pour Si Beale Street pouvait parler (If Beale Street Could Talk).
- 2019 :
  - Alliance of Women Film Journalists Awards de la meilleure actrice dans un second rôle dans un drame romantique pour Si Beale Street pouvait parler (If Beale Street Could Talk).
  - Austin Film Critics Association Awards de la meilleure actrice dans un second rôle dans un drame romantique pour Si Beale Street pouvait parler (If Beale Street Could Talk).
  - BET Awards de la meilleure actrice dans un drame romantique pour Si Beale Street pouvait parler (If Beale Street Could Talk).
  - Black Reel Awards de la meilleure actrice dans un second rôle dans un drame romantique pour Si Beale Street pouvait parler (If Beale Street Could Talk).
  - 24e cérémonie des Critics' Choice Movie Awards: Meilleure actrice dans un second rôle dans un drame romantique pour Si Beale Street pouvait parler (If Beale Street Could Talk).
  - Central Ohio Film Critics Association Awards de la meilleure actrice dans un second rôle dans un drame romantique pour Si Beale Street pouvait parler (If Beale Street Could Talk).
  - Chicago Independent Film Critics Circle Awards de la meilleure actrice dans un second rôle dans un drame romantique pour Si Beale Street pouvait parler (If Beale Street Could Talk).
  - Film Independent Spirit Awards de la meilleure actrice dans un second rôle dans un drame romantique pour Si Beale Street pouvait parler (If Beale Street Could Talk).
  - Gay and Lesbian Entertainment Critics Association Awards de la meilleure performance féminine de l'année dans un second rôle dans un drame romantique pour Si Beale Street pouvait parler (If Beale Street Could Talk).
  - Gold Derby Awards de la meilleure actrice dans un second rôle dans un drame romantique pour Si Beale Street pouvait parler (If Beale Street Could Talk).
  - 76e cérémonie des Golden Globes : Meilleure actrice dans un second rôle dans un drame romantique pour Si Beale Street pouvait parler (If Beale Street Could Talk).
  - 50e cérémonie des NAACP Image Awards : Meilleure actrice dans une mini-série ou un téléfilm pour Seven Seconds.
  - Iowa Film Critics Association Awards de la meilleure actrice dans un second rôle dans un drame romantique pour Si Beale Street pouvait parler (If Beale Street Could Talk).
  - Latino Entertainment Journalists Association Awards de la meilleure performance pour une actrice dans un second rôle dans un drame romantique pour Si Beale Street pouvait parler (If Beale Street Could Talk).
  - Music City Film Critics' Association Awards de la meilleure actrice dans un second rôle dans un drame romantique pour Si Beale Street pouvait parler (If Beale Street Could Talk).
  - National Society of Film Critics Awards de la meilleure actrice dans un second rôle dans un drame romantique pour Si Beale Street pouvait parler (If Beale Street Could Talk).
  - Oklahoma Film Critics Circle Awards de la meilleure actrice dans un second rôle dans un drame romantique pour Si Beale Street pouvait parler (If Beale Street Could Talk).
  - Online Film & Television Association Awards de la meilleure actrice dans un second rôle dans un drame romantique pour Si Beale Street pouvait parler (If Beale Street Could Talk).
  - Online Film Critics Society Awards de la meilleure actrice dans un second rôle dans un drame romantique pour Si Beale Street pouvait parler (If Beale Street Could Talk).
  - Festival international du film de Palm Springs : Lauréate du Prix Chairman's dans un drame romantique pour Si Beale Street pouvait parler (If Beale Street Could Talk).
  - 91e cérémonie des Oscars : Meilleure actrice dans un second rôle dans un drame romantique pour Si Beale Street pouvait parler (If Beale Street Could Talk).
  - 23e cérémonie des Satellite Awards : Meilleure actrice dans un second rôle dans un drame romantique pour Si Beale Street pouvait parler (If Beale Street Could Talk) (2018).
- 2020 : 
  - 10e cérémonie des Critics' Choice Television Awards : Meilleure actrice dans une série télévisée dramatique pour Watchmen.
  - 72e cérémonie des Primetime Emmy Awards :  Primetime Emmy Award de la meilleure actrice dans une mini-série ou un téléfilm pour Watchmen.

### Nominations
- 1986 : Young Artist Awards de la meilleure performance par une jeune actrice dans une nouvelle série télévisée dramatique pour 227.
- 1987 : Young Artist Awards de la meilleure performance par une jeune actrice dans une série télévisée dramatique pour 227.
- 1999 : NAACP Image Awards de la meilleure actrice dans un thriller d'action pour Ennemi d'État (Enemy of the State).
- 2001 :
  - BET Awards de la meilleure actrice dans une comédie fantastique pour Les Pieds sur terre (Down to Earth).
  - DVD Exclusive Awards de la meilleure actrice dans un drame romantique pour Love and Action in Chicago (en).
- 2002 :
  - Black Reel Awards de la meilleure actrice dans une comédie fantastique pour Les Pieds sur terre (Down to Earth).
  - NAACP Image Awards de la meilleure actrice dans une comédie fantastique pour Les Pieds sur terre (Down to Earth).
- 2005 :
  - BET Comedy Awards de la meilleure actrice dans un second rôle dans une comédie d'action pour Miss FBI : Divinement armée (Miss Congeniality 2: Armed & Fabulous).
  - Black Reel Awards de la meilleure actrice dans un drame biographique pour Ray.
  - Meilleure distribution dans un drame biographique pour Ray partagée avec Aunjanue Ellis, Jamie Foxx, Terrence Howard, Harry Lennix, Clifton Powell, Larenz Tate et Kerry Washington.
  - Teen Choice Awards de la meilleure scène de danse dans une comédie d'action pour Miss FBI : Divinement armée (Miss Congeniality 2: Armed & Fabulous) partagée avec Sandra Bullock.
  - The Stinkers Bad Movie Awards duo le moins dynamique dans une comédie d'action pour Miss FBI - Divinement armée (Miss Congeniality 2: Armed & Fabulous) partagée avec Sandra Bullock.
- 2010 :
  - BET Awards de la meilleure actrice dans une série télévisée dramatique pour Southland.
  - NAACP Image Awards de la meilleure actrice dans une série télévisée dramatique pour Southland.
- 2011 : 11e cérémonie des BET Awards : Meilleure actrice dans une série télévisée dramatique pour Southland.
- 2012 :
  - BET Awards de la meilleure actrice dans une série télévisée dramatique pour Southland).
  - 2e cérémonie des Critics' Choice Television Awards : Meilleure actrice dans un second rôle dans une série télévisée dramatique pour Southland.
  - NAMIC Vision Awards de la meilleure performance féminine dans une série télévisée dramatique pour Southland.
- 2013 :
  - 3e cérémonie des Critics' Choice Television Awards : Meilleure actrice dans un second rôle dans une série télévisée dramatique pour Southland.
  - 44e cérémonie des NAACP Image Awards : Meilleure actrice dans une série télévisée dramatique pour Southland.
  - Online Film & Television Association Awards de la meilleure actrice invitée dans une série télévisée comique pour The Big Bang Theory.
- 2014 : 45e cérémonie des NAACP Image Awards : Meilleure actrice dans une série télévisée dramatique pour Southland..
- 2015 :
  - NAACP Image Awards de la meilleure actrice dans une mini-série ou un téléfilm pour Gabby Douglas: une médaille d'or à 16 ans.
  - Women's Image Network Awards de la meilleure actrice dans une mini-série ou un téléfilm pour Gabby Douglas: une médaille d'or à 16 ans.
- 2016 :
  - Black Reel Awards de la meilleure actrice dans une mini-série ou un téléfilm pour Let the Church Say Amen.
  - 6e cérémonie des Critics' Choice Television Awards : Meilleure actrice dans un second rôle dans une série télévisée dramatique pour The Leftovers.
  - Gold Derby Awards 2016 :
    - Meilleure actrice dans un second rôle dans une série télévisée dramatique pour The Leftovers.
    - Meilleure actrice dans un second rôle dans une mini-série ou un téléfilm pour American Crime.
    - Meilleure interprète de l'année.

  - 73e cérémonie des Golden Globes : Meilleure actrice dans un second rôle dans une série, une mini-série ou un téléfilm pour American Crime.
  - Online Film & Television Association Awards de la meilleure actrice dans un second rôle dans une série, une mini-série ou un téléfilm pour American Crime.
  - 20e cérémonie des Satellite Awards: Meilleure actrice dans un second rôle dans une série télévisée dans une série télévisée dramatique pour American Crime.
- 2017 :
  - 48e cérémonie des NAACP Image Awards : Meilleure interprète de l' année.
  - Online Film & Television Association Awards de la meilleure actrice dans un second rôle dans une série, une mini-série ou un téléfilm pour American Crime.
  - 69e cérémonie des Primetime Emmy Awards : Meilleure actrice dans un second rôle dans une mini-série ou un téléfilm dans une série télévisée dramatique pour American Crime.
- 2018 : 
  - Black Reel Awards for Television de la meilleure réalisatrice pour une série télévisée comique pour Shameless.
  - Chicago Film Critics Association Awards de la meilleure actrice dans un second rôle dans un drame romantique pour Si Beale Street pouvait parler (If Beale Street Could Talk).
  - 23e cérémonie des Critics' Choice Movie Awards : Meilleure actrice dans un second rôle dans une mini-série ou un téléfilm pour American Crime.
  - Florida Film Critics Circle Awards de la meilleure actrice dans un second rôle dans un drame romantique pour Si Beale Street pouvait parler (If Beale Street Could Talk).
  - Golden Schmoes Awards de la meilleure actrice de l'année dans un second rôle dans un drame romantique pour Si Beale Street pouvait parler (If Beale Street Could Talk).
  - IGN Summer Movie Awards de la meilleure actrice dans un second rôle dans un drame romantique pour Si Beale Street pouvait parler (If Beale Street Could Talk).
  - 49e cérémonie des NAACP Image Awards : Meilleure actrice dans une mini-série ou un téléfilm pour American Crime.
  - Indiewire Critics' Poll de la meilleure actrice dans un second rôle dans un drame romantique pour Si Beale Street pouvait parler (If Beale Street Could Talk).
  - Online Association of Female Film Critics de la meilleure actrice dans un second rôle dans un drame romantique pour Si Beale Street pouvait parler (If Beale Street Could Talk).
  - Online Film & Television Association Awards de la meilleure actrice dans une série, une mini-série ou un téléfilm pour Seven Seconds.
  - 22e cérémonie des Satellite Awards : Meilleure actrice dans un second rôle dans une série télévisée dans une série télévisée dramatique pour American Crime.
- 2019 : 
  - Alliance of Women Film Journalists Awards de la meilleure actrice dans un second rôle dans un drame romantique pour Si Beale Street pouvait parler (If Beale Street Could Talk).
  - Awards Circuit Community Awards de la meilleure actrice dans un second rôle dans un drame romantique pour Si Beale Street pouvait parler (If Beale Street Could Talk).
  - Black Reel Awards for Television de la meilleure réalisatrice pour une série télévisée comique pour Insecure.
  - Black Reel Awards for Television de la meilleure actrice invitée pour une série télévisée comique pour The Big Bang Theory.
  - Denver Film Critics Society Awards de la meilleure actrice dans un second rôle dans un drame romantique pour Si Beale Street pouvait parler (If Beale Street Could Talk).
  - Georgia Film Critics Association Awards de la meilleure actrice dans un second rôle dans un drame romantique pour Si Beale Street pouvait parler (If Beale Street Could Talk).
  - 76e cérémonie des Golden Globes : Meilleure actrice dans un second rôle dans une série, une mini-série ou un téléfilm pour Seven Seconds.
  - Gold Derby Awards de la meilleure actrice de la décade dans un second rôle dans une mini-série ou un téléfilm pour American Crime.
  - Houston Film Critics Society Awards de la meilleure actrice dans un second rôle dans un drame romantique pour Si Beale Street pouvait parler (If Beale Street Could Talk).
  - 50e cérémonie des NAACP Image Awards : 
    - Meilleure actrice dans un second rôle dans un drame romantique pour Si Beale Street pouvait parler (If Beale Street Could Talk).
    - Meilleure actrice de l'année.

  - International Cinephile Society Awards de la meilleure actrice dans un second rôle dans un drame romantique pour Si Beale Street pouvait parler (If Beale Street Could Talk).
  - London Film Critics Circle Awards de l'actrice dans un second rôle de l'année dans un drame romantique pour Si Beale Street pouvait parler (If Beale Street Could Talk).
  - 23e cérémonie des Satellite Awards : Meilleure actrice dans un second rôle dans une série télévisée dans une série télévisée dramatique pour American Crime.
- 2021:
  - Golden Globes 2021 : Golden globe du meilleur réalisateur pour One Night in Miami [65]

## Voix françaises
En France
| - Laura Zichy dans (les séries télévisées) : - The Big Bang Theory - The Leftovers - Seven Seconds - Watchmen - Maïk Darah dans : - Jerry Maguire - Silence coupable (téléfilm) - La blonde contre-attaque - Laurence Crouzet dans : - Boyz n the Hood - Poetic Justice - Marie Vincent dans : - Ennemi d'État - 24 Heures chrono (série télévisée) - Nathalie Bleynie dans (les séries télévisées) : - Southland - The Strain | - Virginie Emane dans : - The Harder They Fall - Shirley Et aussi - Nathalie Karsenti dans Friday - Magaly Berdy dans Mon ami Joe - Anne Canovas dans École paternelle - Dominique Wenta dans Ray - Sophie Riffont dans Miss FBI : Divinement armée - Maïté Monceau dans This Christmas - Emmanuelle Rivière dans Planes 2 (voix) - Jocelyne « Mbembo » Nzunga dans American Crime (série télévisée) |

Au Québec
- Hélène Mondoux dans :
  - Ennemi de l'État
  - Mon ami Joe
  - Les deux pieds sur terre
  - Garderie en folie
  - Une aventure de Cendrillon

- Viviane Pacal dans :
  - Blonde et légale 2: Rouge, blanc et blonde
  -  Miss Personnalité 2: Armée et Fabuleuse

- Anne Dorval dans :
  - Ray
  - La Guerre des pères